# 유형장군묘
유형장군묘(柳珩將軍墓)는 대한민국 경기도 고양시 덕양구 행신동에 있는, 조선 중기의 무신인 석담(石潭) 유형(1566∼1615) 장군의 묘이다. 1978년 10월 10일 경기도의 기념물 제50호로 지정되었다.

## 개요
조선 중기의 무신인 석담(石潭) 유형(1566∼1615) 장군의 묘이다.
장군은 선조 25년(1592)에 임진왜란이 일어나자 의병장 김천일과 함께 크게 활약하여 관직에 오르게 되었고, 선조 27년(1594)에는 무과에 급제하였다. 충성을 다해 나라에 은혜를 갚겠다는 ‘진충보국(盡忠報國)’4글자를 등에 새겼다고 한다.
선조 30년(1597)에 정유재란이 일어나자 충무공 이순신 장군의 총애를 받으며 왜적을 물리치는데 많은 공을 세웠다. 그 후 여러 관직을 거쳐 선조 35년(1602)에 충청·전라·경상 3도의 수군을 통제하는 관직에 올랐다.
유형 장군은 군사를 부리는 기술이 능하였으며 적들을 방어하기 위한 군사시설 확립에 주력하다가 황해도 병마절도사를 지내다 죽었다.
현재 묘역 안에는 묘비와 문인석 등이 배치되어 있으며 묘역 근처에는 이정구가 짓고 정학교가 쓴 신도비(神道碑:왕이나 고관 등의 평생업적을 기리기 위해 무덤 근처 길가에 세운 비)가 있다.

## 같이 보기
- 류형

## 참고 문헌
- 유형장군묘 - 국가유산청 국가유산포털